# Dariusz Machej
Dariusz Machej (ur. 9 stycznia 1967 w Bielsku-Białej) – polski śpiewak operowy (bas). Mąż Klaudii Carlos.

## Życiorys
Pochodzi z rodziny o muzycznych tradycjach. Dziadek był wiolonczelistą, ojciec perkusistą. Solista Zespołu Pieśni i Tańca „Śląsk” (1985–1988), oraz Państwowego Zespołu Ludowego Pieśni i Tańca „Mazowsze” (1988–1996). Koncertował w USA, Kanadzie, Rosji, Niemczech, Anglii, RFN, Francji, Litwie, Czechach, Szwajcarii, Belgii, Holandii, Japonii, Absolwent Państwowej Szkoły Muzycznej im. Fryderyka Chopina w Warszawie (1989–1993) w klasie Edwarda Pawlaka. Laureat Pierwszej Nagrody Ogólnopolskiego Konkursu Wokalnego im. Franciszki Platówny (1993).
Absolwent Akademii Muzycznej im. Fryderyka Chopina w Warszawie (klasa śpiewu Włodzimierza Zalewskiego, dyplom w 2000). Laureat III nagrody, oraz nagrody publiczności VI Ogólnopolskiego Konkursu Wokalistyki Operowej im. Adama Didura (2000).
Jako solista (obok Wioletty Chodowicz, Ryszarda Minkiewicza, Andrzeja Lamperta i Łukasza Rosiaka) brał udział w nagraniu płyty Karol Szymanowski: Haight (wyd. Agencja Muzyczna Polskiego Radia) nagrodzonej Nagrodą Muzyczną Fryderyk 2020 w kategorii Album Roku Muzyka Oratoryjna i Operowa. Na scenie operowej debiutował jako Don Magnifico (La Cenerentola, G.Rossini) w Warszawskiej Operze Kameralnej (1997). Debiut zagraniczny - Wiener Kammeroper, Austria (Gianni Schicchi- 1999). Brał udział w prawykonaniach oper: Katzelmacher - Kurta Schwertsika (Wuppertal, 2003), Iwona, księżniczka Burgunda - Zygmunta Krauzego (Paryż, 2004).
Śpiewał gościnnie m.in. w Litewskim Teatrze Narodowym Opery i Baletu, Rossini Opera Festival (ROF) w Pesaro, „Rossini in Wildbad” Belcanto Opera Festival, Letnim Festiwalu Muzycznym Euroradia/Ebu Summer Festival (Warszawa), Festival di Musica Sacra "Anima Mundi"(Piza), Internationale Maifestspiele Wiesbaden, Międzynarodowym Festiwalu Moniuszkowskim, Warszawskiej Jesieni, Wratislavia Cantans, Bydgoskim Festwalu Operowym, Festwalu im. A. Didura (Sanok), Międzynarodowym Festiwalu Muzycznym im.Karola Kurpińskiego, Operze Bałtyckiej, Operze Krakowskiej, Oper Frankfurt, Anhaltisches Theater Dessau, NOSPR, Teatrze Wielkim – Operze Narodowej w Warszawie, Teatrze Wielkim w Łodzi, Teatrze Wielkim w Poznaniu, Wiener Kammeroper, Theater Koblenz, Wuppertaler Bühnen, Polskiej Operze Królewskiej, Operze Wrocławskiej.

## Partie operowe
- Don Bartolo (Cyrulik sewilski, Rossini)
- Don Pasquale (Don Pasquale, Donizetti)
- Dulcamara (Napój miłosny, Donizetti)
- Figaro (Wesele Figara, Mozart)
- Leporello (Don Giovanni, Mozart)
- Mustafa (Włoszka w Algierze, Rossini)
- Selim (Turek we Włoszech, Rossini)